# Sant Climent de Tor
Sant Climent de Tor és una església romànica al centre de Tor, nucli del municipi de la Tallada d'Empordà.

## Arquitectura
L'església de Sant Climent de Tor és un edifici d'una nau amb absis semicircular. Té una segona nau, perpendicular, de factura moderna i sense interès. La façana, que es troba aixecada respecte del nivell del carrer i a la qual s'accedeix per una escalinata, presenta porta d'accés allindanada, amb una inscripció. Hi ha un petit nínxol buit sobre la llinda i una motllura semicircular amb pinacles laterals coronats per semiesferes al damunt. Al centre de la façana hi ha una obertura circular, i a la part superior es troba el campanar de paret, amb tres obertures d'arc d'ogiva, de realització posterior. L'absis es va bastir damunt d'una base de roca natural. Té una finestra d'arc de mig punt atrompetada i bandes decoratives llombardes. A la part superior hi ha restes de mènsules (molt desgastades). Per damunt dels murs originals de la nau i de l'absis va elevar-se una obra de fortificació posterior.

## Història
L'església de Sant Climent de Tor, sufragània de la parròquia de Sant Esteve de Marenyà, apareix esmentada documentalment des de la fi del segle xiii. Sembla, però, que el seu origen és anterior, probablement del segle xi. Dels segles XV-XVI daten les obres de fortificació del temple i la construcció de la capella lateral de la banda meridional. La portalada va ser reformada durant el segle xviii (a la llinda apareix la data del 1752). De mitjan segle XX és la darrera intervenció, en què es va afegir una nova nau, perpendicular a la romànica.